# Besleria penduliflora
Besleria penduliflora är en tvåhjärtbladig växtart som beskrevs av Karl Fritsch. Besleria penduliflora ingår i släktet Besleria och familjen Gesneriaceae. Inga underarter finns listade i Catalogue of Life.